# Lysefjorden (Hordaland)
 For alternative betydninger, se Lysefjorden. (Se også artikler, som begynder med Lysefjorden)
Lysefjorden er en sidefjord til Korsfjorden i kommunerne Bergen og Os i Vestland fylke i Norge. Den er en fortsættelse af Korsfjorden og strækker sig 6 km østover mod Djupvik. Bredden er 2–3 km. Fjorden er opkaldt efter Lyse Kloster, som ligger 1,5 km længere mod øst.
Fjorden har indløb mellem Korsneset i nord og øen Skorpo i syd. Den indre del af fjorden har over ti større holme og småøer. Den største af disse er Lysøen, hvor Ole Bull byggede sit hus.
Der ligger nogle små byer omkring, som som Nordvik, Søvik, og Drange.